# Шетали, Абдельмажид
Абдельмажид Шетали (араб. عبد المجيد الشتالي‎, фр. Abdelmajid Chetali, род. 4 июля 1939, Сус) — тунисский футболист, игравший на позиции полузащитника. По завершении игровой карьеры — тренер. Руководил национальной сборной Туниса на чемпионате мира 1978 года.

## Клубная карьера
Шетали вырос в семье футболистов и в 1957 году дебютировал в профессиональном футболе «Этуаль дю Сахель», став впоследствии капитаном команды. Он защищал цвета клуба на протяжении всей своей карьеры игрока, длившейся двенадцать лет. В составе «Этуаля» трижды выигрывал национальный чемпионат и ещё дважды становился обладателем Кубка Туниса.

## Карьера в сборной
8 марта 1959 года Шетали дебютировал в официальных матчах в составе национальной сборной Туниса в товарищеском матче против Мальты (0:0). Впоследствии полузащитник принял участие в летних Олимпийских играх 1960 года, но его команда проиграла все свои игры и не забила ни одного мяча.
В 1961 году участвовал в квалификации Кубка африканских наций 1962 года и помог Тунису квалифицироваться на турнир, забив гол на 65-й минуте в матче против Нигерии. Абдельмажид пропустил финальную стадию соревнования в Эфиопии, поскольку заболел малярией, однако его команда завоевала бронзовую награду турнира. На следующих Кубках африканских наций 1963 и 1965 годов он был основным игроком сборной. При этом на втором из них, состоявшемся на родине в Тунисе, Шетали был капитаном. Его команда вышла в финал, где сыграла против Ганы. Абдельмажид забил гол, что позволило Тунису завершить основное время матча вничью 2:2, но Гана выиграла турнир, забив победный гол в дополнительное время.
Всего в течение карьеры в национальной команде, которая длилась 7 лет, провёл в её форме 70 матчей, забив 4 гола.

## Тренерская карьера

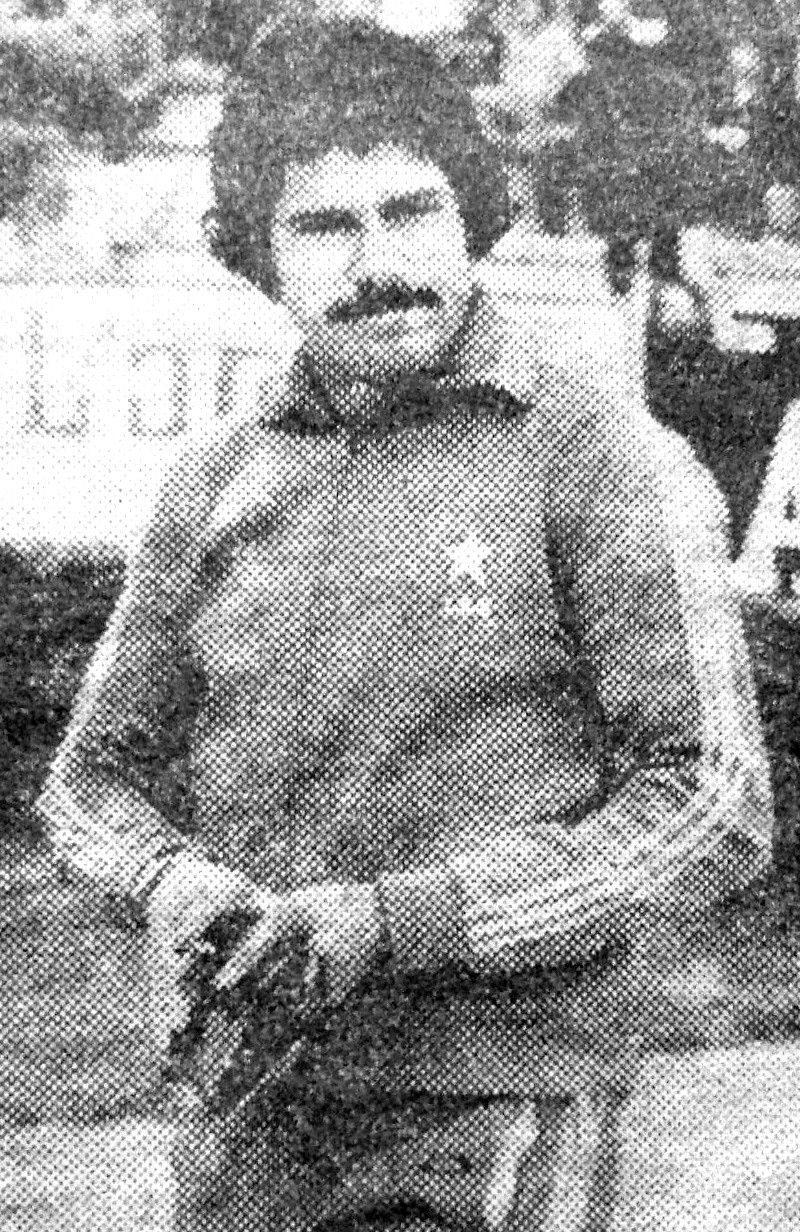
Абдельмажид Шетали в 1973 году.

Начал тренерскую карьеру вскоре после завершения карьеры игрока в 1970 году, возглавив тренерский штаб «Этуаль дю Сахель», с которым выиграл чемпионат Туниса и Магрибский кубок чемпионов в 1973 году и два Кубка Туниса в 1974 и 1975 годах. В 1974 году Шетали окончил спортивный университет в Кёльне.
В январе 1975 года стал главным тренером сборной Туниса, в дальнейшем возглавляя национальную команду в течение четырёх лет. На Кубке африканских наций 1978 года он вывел команду в полуфинал, после чего сборная Туниса впервые прошла квалификацию на чемпионат мира 1978 года в Аргентине. На самом турнире в возрасте 38 лет и 333 дней Абдельмажид Шетали был самым молодым тренером того розыгрыша, а тунисцы стали первой африканской командой, которая выиграла матч чемпионата мира (3:1 против Мексики). После этой победы подопечные Шетали проиграли свой второй матч против Польши со счётом 0:1, а затем совершили ещё одну сенсацию, сыграв в нулевую ничью с действующим чемпионом мира сборной ФРГ. Этого не хватило Тунису, чтобы выйти в следующий этап, однако хорошие результаты побудили ФИФА увеличить количество мест от Африки на «мундиале» с одного до двух в следующем розыгрыше.
В дальнейшем работал за границей, тренируя эмиратский «Аль-Айн», саудовскую «Аль-Вахду» (Мекка) и сборную Бахрейна.
В 2004 году он вернулся в «Этуаль дю Сахель» и в том же году вывел команду в финал Лиги чемпионов КАФ, где тунисцы проиграли лишь в серии пенальти нигерийской «Эньимбе».

## Вне футбола
С 1998 года работает на американском телеканале ESPN. Шетали удалось зарекомендовать себя как одного из лучших арабских экспертов на тунисском телевидении. В марте 2007 года он был назначен техническим советником Федерации футбола Саудовской Аравии.

## Достижения

### Как игрока
«Этуаль дю Сахель»
- Чемпион Туниса (3): 1957/1958, 1962/1963, 1965/1966
- Обладатель Кубка Туниса (2): 1958/1959, 1962/1963
- Кубок арабских наций: 1963

### Как тренера
«Этуаль дю Сахель»
- Чемпион Туниса (3): 1971/1972
- Обладатель Кубка Туниса (2): 1973/1974, 1974/1975
- Магрибский кубок чемпионов: 1973
- Магрибский кубок обладателей кубков: 1975